# Анакапри
Анакапри (итал. Anacapri) је насеље у Италији у округу Напуљ, региону Кампанија.
Према процени из 2011. у насељу је живело 6403 становника. Насеље се налази на надморској висини од 244 м.

## Становништво
Према резултатима пописа становништва 2011. у општини је живело 6.546 становника.
| 1931. | 1936. | 1951. | 1961. | 1971. | 1981. | 1991. | 2001. | 2011. |
| ----- | ----- | ----- | ----- | ----- | ----- | ----- | ----- | ----- |
| 2.512 | 2.613 | 3.083 | 3.579 | 4.239 | 4.633 | 5.324 | 5.855 | 6.546 |